# Борозанов, Борис
Бори́с Авксе́нтиев Бороза́нов (болг. Борис Авксентиев Борозанов; 8 октября 1897, Кратово, Османская империя, ныне Северная Македония — 5 ноября 1951, София, Болгария) — болгарский актёр, сценарист, театральный и кинорежиссёр.

## Биография
Окончил курсы при Народном театре (София). В 1920—1951 годах актёр этого театра. В 1922 году дебютировал в кино как актёр («Под старым небом»), а в 1940 году — как режиссёр («Они победили»). Поставил картину «Калин Орёл» — первый художественный фильм в социалистической Болгарии.

## Избранная фильмография

### Режиссёр
- 1940 — Они победили / Те победиха (с Йосипом Новаком)
- 1941 — Болгарские орлы / Български орли
- 1943 — Свидание на берегу моря / Tengerparti randevú (с Фридьешем Баном, Венгрия)
- 1944 — Болгарско-венгерская рапсодия / Българо-унгарска рапсодия (с Фридьешем Баном, Болгария—Венгрия)
- 1946 — Огненный след / Огнена диря (с Атанасом Георгиевым)
- 1950 — Калин Орёл / Калин Орелът (в советском прокате «Побег из неволи»)
- 1952 — Данка / Данка (с Иваном Фичевым и Кирилом Илинчевым)

### Сценарист
- 1946 — Огненный след / Огнена диря

### Актёр
- 1922 — Под старым небом / Под старото небе
- 1938 — Страхил-воевода / Страхил войвода
- 1946 — В горах Югославии / U planinama Jugoslavije — Драгойло (СССР—Югославия)

## Награды
- 1950 — Заслуженный артист НРБ
- 1950 — Димитровская премия («Калин Орёл»)
- 1950 — приз V Международного кинофестиваля в Карлови-Вари («Калин Орёл»)